# Brzeźnica-Kolonia
Brzeźnica-Kolonia – wieś w Polsce położona w województwie wielkopolskim, w powiecie złotowskim, w gminie Jastrowie.
W latach 1975–1998 miejscowość administracyjnie należała do województwa pilskiego.

## Obiekt 3002
W pobliżu miejscowości znajdowała się jednostka radziecka. W jednostce tej znajdował się „obiekt 3002”, jeden z trzech składów głowic atomowych w Polsce. Dwa pozostałe to Podborsko i Templewo.

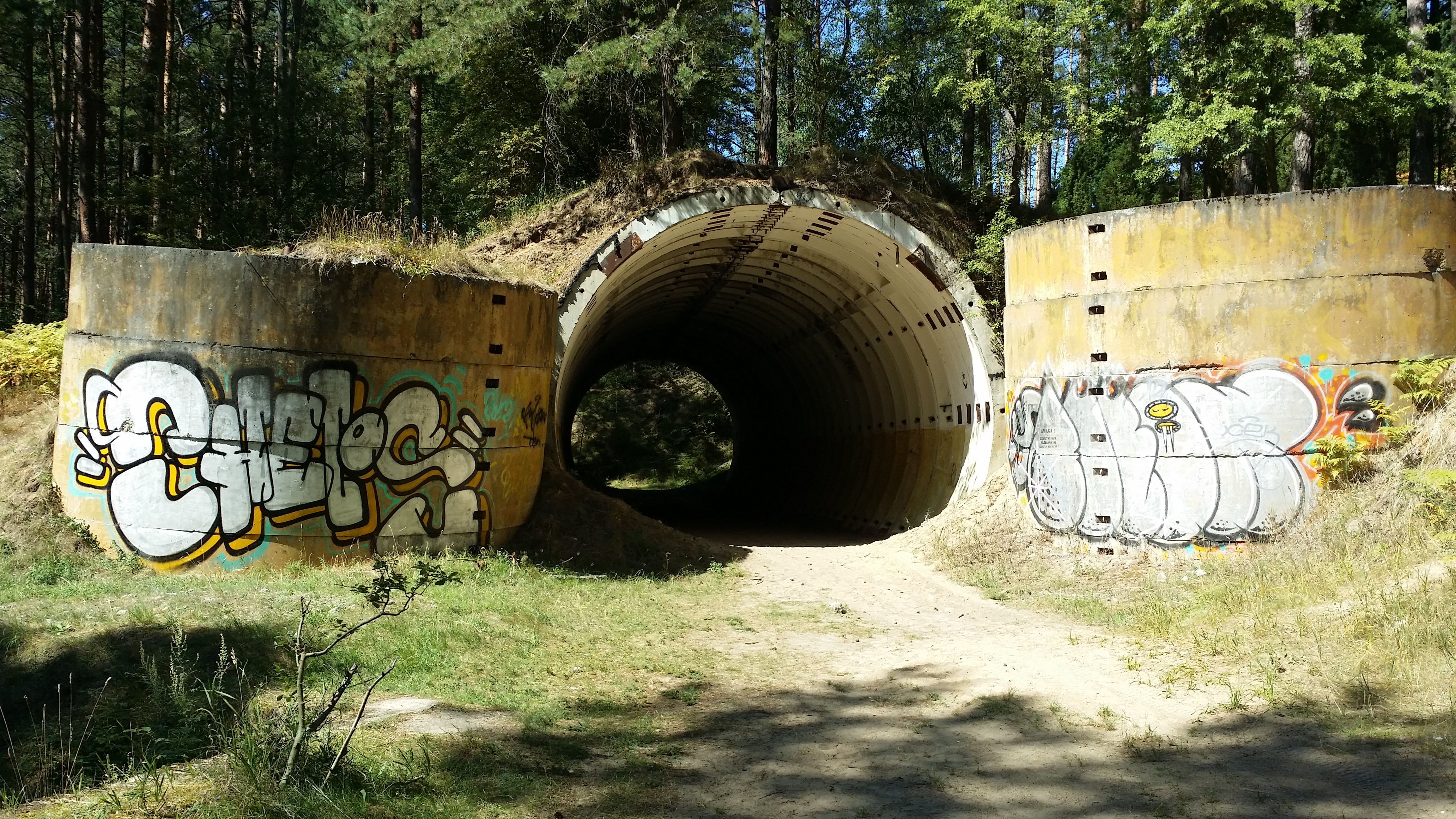
Obiekt serii „Granit”

Obecnie na terenie byłej jednostki wojskowej zachowały się dwa obiekty serii „3000”, jeden obiekt serii „Granit”, liczne pozostałości po okopach i ukryciach na wóz i drużynę, wartownie oraz plac apelowy. Budynki koszarowe zostały rozebrane, a pozostałości po nich uprzątnięte. Obiekt serii „Granit” przypomina swoim wyglądem wielką betonową rurę; jego przeznaczenie do końca nie jest dokładnie znane, lecz prawdopodobnie stanowił on czasowe ukrycie dla pojazdu transportującego głowicę atomową z miejsca magazynowania do miejsca odpalenia rakiety. Jednostka nieopodal Brzeźnicy-Kolonii została wybudowana przez Wojsko Polskie, a następnie przekazana w użytkowanie Związkowi Radzieckiemu. Głowice atomowe, które przechowywane były w podziemnych magazynach, należały do Sowietów, ale w przypadku potrzeby użycia miały być przekazane Ludowemu Wojsku Polskiemu.